# Devon Hills
Devon Hills is een plaats in de Australische deelstaat Tasmanië. De plaats telde 434 inwoners op 10 augustus 2021. Devon Hills ligt zo'n negen kilometer ten noordoosten van Longford.

## Geografie
Devon Hills ligt in de LGA Northern Midlands Council.
| Aangrenzende kernen | Aangrenzende kernen | Aangrenzende kernen | Aangrenzende kernen | Aangrenzende kernen |
| ------------------- | ------------------- | ------------------- | ------------------- | ------------------- |
|                     |                     | Breadalbane         |                     |                     |
|                     |                     |                     |                     |                     |
|                     | Western Junction    |                     |                     |                     |
|                     |                     |                     |                     |                     |
| Perth               |                     |                     |                     |                     |

## Infrastructuur
De Midland Highway loopt over een deel van de westelijke grens.